# Vallibona
Vallibona ist eine Gemeinde (municipio) im Norden der Provinz Castelló in der Valencianischen Gemeinschaft in Spanien. Sie ist Teil der Comarca Els Ports und hat 64 Einwohner (Stand: 2024).

## Geografie
Vallibona liegt etwa 62 Kilometer nördlich von Castellón de la Plana in einer Höhe von ca. 665 m.Das Klima ist gemäßigt warm, innerhalb eines Jahres fallen 680 mm Niederschlag.

## Bevölkerungsentwicklung
| Jahr      | 1970 | 1981 | 1991 | 2001 | 2011 | 2021 |
| Einwohner | 387  | 193  | 92   | 90   | 99   | 67   |

## Sehenswürdigkeiten

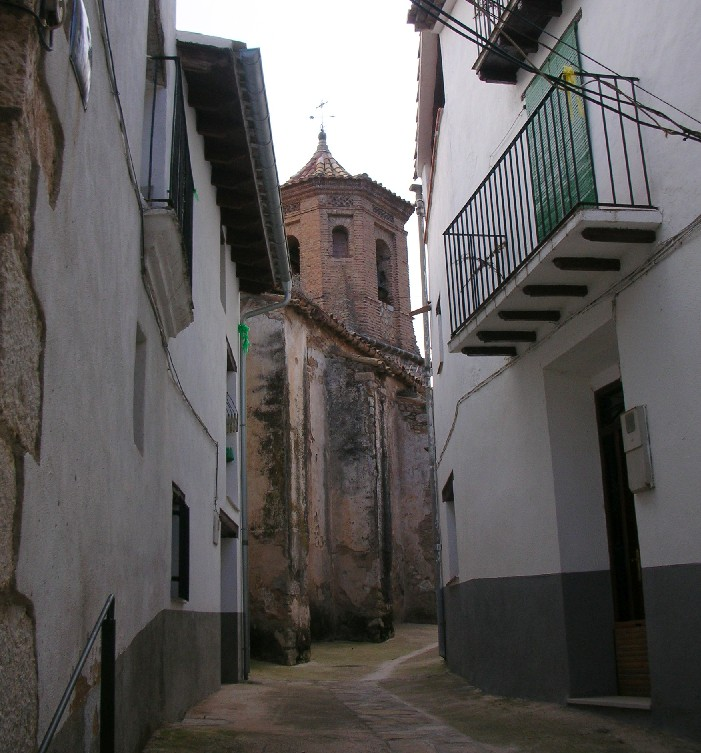
Kirche Mariä Himmelfahrt
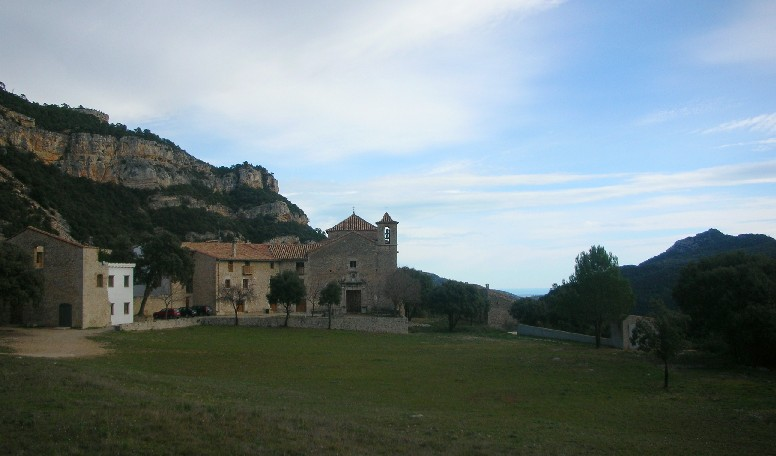
Dominikuskapelle
- Agathenkapelle
- Rathaus

- Kirche Mariä Himmelfahrt
- Dominikuskapelle

## Persönlichkeiten
- José Meseguer y Costa (1843–1920), Bischof von Lleida (1889–1905) und Erzbischof von Granada (1905–1920)